# Rosenberg-Lipinsky (Adelsgeschlecht)

Stammwappen Poraj derer Rosenberg-Lipinsky

Rosenberg-Lipinsky ist der Name eines schlesischen Adelsgeschlechts. Varianten der Namensform sind Rosenberg-Lipinski, Rosenberg Lipinski oder Rosenberg Lipinsky, nur Rosenberg oder nur Lipinski bzw. Lipinsky.

## Geschichte
Das Geschlecht Rosenberg-Lipinsky stammt aus Podlachien und entlehnt seinen Namen von Stammgut Lipiny. Der Familientradition nach sollen die Herren von Rosenberg-Lipinsky Agnaten der böhmischen Herren von Rosenberg, nach denen das Geschlecht seinen Namen führt, als auch der Herren von Rosenberg-Gruszczynski sein. Mit Letzteren teilen sie das Stammwappen Poraj. Der jüngeren Forschung nach ist keine Stammverwandtschaft zwischen diesen und weiteren Geschlechtern Rosenberg oder Lipinsky anzunehmen.
Die Stammreihe beginnt um 1600 mit Jan Lipinsky auf Lipiny. Adam Alexander von Lipinsky (1687–1768) siedelte nach Schlesien über wo seine Nachkommen den Namen Rosenberg annahmen. 1881 wurde eine Familienstiftung gegründet.
Zu den ehemaligen Besitzungen der von Rosenberg-Lipinsky gehören u. a. die Rittergüter Proschlitz bei Pitschen, Gutwohne und Jentschdorf bei Oels, Bleca bei Krakau, Jacobine und Kauern bei Olau und Louisdorf bei Strehlen.

## Angehörige
- Ernst Moritz von Rosenberg-Lipinsky (1753–1812), Landesältester
- Johann Albert von Rosenberg-Lipinsky (1797–1881), Agrarwissenschaftler und Landschaftsdirektor
- Oskar von Rosenberg-Lipinsky (1823–1883), deutscher Verwaltungsbeamter und Parlamentarier
- Alfred von Rosenberg-Lipinsky (1824–1901), deutscher Richter und Parlamentarier
- Johann von Rosenberg-Lipinsky (* 1860), preußischer Oberstleutnant, 1911 zD[1]
- Viktor von Rosenberg-Lipinsky (1862–1946), deutscher General
- Hans Alfred von Rosenberg-Lipinsky (* 1900), Direktor der deutschen Reichsbank[2]
- Alfred von Rosenberg-Lipinsky (1904–1986), deutscher Politiker
- Lutz von Rosenberg Lipinsky (* 1965), deutscher Kabarettist

## Wappen
- Das Stammwappen Poraj zeigt in Rot eine silberne Rose. Auf dem Helm mit rot-silbernen Decken die Rose. Seit etwa 1800 führt die Familie das Wappen in gewechselten Farben. (= Rosenberg).